# Frédérique Dufort
Frédérique Dufort est une actrice québécoise également spécialisée dans le doublage, née le 17 juin 1995 à Boisbriand au Québec. Elle est notamment connue pour son rôle de Sophie Basinsky dans le film Un été sans point ni coup sûr, celui de Dalie Desmarais-Rondeau dans la série télévisée Tactik et celui de Lea Petit dans la série télévisée Unité 9. Elle a également remporté le Prix Gémeaux de la meilleure interprétation dans un premier rôle - jeunesse pour Tactik en 2011.
Elle a été nommée « Présidente du comité jeunesse » pour le groupe d'action Équilibre ainsi que coprésidente d'honneur du Grand McDon avec Guy Jodoin.

## Biographie
Frédérique Dufort est née à Boisbriand. Elle a également un petit frère, Philippe qui est autiste. Ella a étudié dans une école de Rosemère, l'Externat Sacré-Cœur. Elle commence sa carrière à l'âge de sept ans. Elle détient des formations en doublage, en danse, en diction et en acting. Elle commence officiellement sa carrière en 2003 avec l'émission Moi/Me too à Radio-Canada, qui s'adresse aux enfants d'âge préscolaire. Elle enchaîne ensuite les rôles dans Virginie, Cover Girl, La Promesse, Temps dur et Les Poupées russes, où elle tient le rôle d'Audrey H. Galarneau. En 2008, elle devient connue pour le rôle de Dalie Desmarais-Rondeau de l'émission Tactik, puis en 2010, elle se joint à la distribution de L'Horrorarium, une émission d'horreur comique en ondes sur VRAK.TV.
Frédérique est également une actrice spécialisée dans le doublage. Elle a prêté sa voix aux versions québécoises de plusieurs films, dont Mozart & la Baleine, Volt ainsi que Harry Potter et le prince de sang-mêlé. On retrouve également Frédérique au cinéma dans C.R.A.Z.Y., CQ2 (Seek You Too), Papillon noir et notamment Un été sans point ni coup sûr dans lequel elle joue le rôle de Sophie Basinsky. À son jeune âge, Frédérique a déjà un Gémeaux entre ses mains pour le rôle de Dalie dans Tactik, reçu en 2011. De plus, en mai 2012 elle devient la première québécoise à remporter un Young Artist Award à Los Angeles.
Dans ses temps libres, Frédérique pratique le chant, le soccer, le théâtre et la gymnastique[réf. nécessaire].
Frédérique Dufort est également écrivaine. En 2017, elle publie son premier livre qui s'intitule Fais-le pour toi. Puis, en janvier 2019, paraît le premier tome de sa série jeunesse Miss Parfaite. Cette série comporte 7 tomes.

## Filmographie

### Cinéma
- 2005 : C.R.A.Z.Y.
- 2005 : CQ2 (Seek You Too): fille d'Odile
- 2006 : Papillon noir : Isabelle
- 2007 : Un été sans point ni coup sûr : Sophie Basinsky

### Télévision
- 2003-2005 : Moi/Me too : Maya
- 2006-2007 : Les Poupées russes : Audrey Hunter-Galarneau
- 2004 : Cover Girl
- 2004 : Virginie
- 2007 : La Promesse
- 2007 : Temps dur : Petite fille de Gariepy
- 2008 : Le Dragon protecteur : Lila
- 2009-2013 : Tactik : Dalie Desmarais-Rondeau (rôle principal saisons 1 à 4 - récurrent saisons 5-6)
- 2010 : L'Horrorarium : La mère / Ève / Valentina
- 2011 : Génial : elle-même
- 2011 : Fan Club : elle-même
- 2012-2015 : Unité 9 : Léa Petit

### Doublage
- 2007 : Mozart et la Baleine (Mozart and the Whale)
- 2008 : Volt : Penny
- 2009 : Harry Potter et le prince de sang-mêlé
- 2010 : Psychic Kids (en) : Wushu Warrior
- 2011 : The Year Dolly Parton Was My Mom (en) : Elisabeth
- 2020 : Oups j'ai encore raté l'arges : Fenny

 Source et légende : version québécoise (VQ) sur Doublage.qc.ca

## Œuvres

### Romans
- Fais-le pour toi!, Montréal, Les Éditions de La Bagnole, août 2017, 272 p. (ISBN 9782897142148)
- Fais-le pour toi pendant 365 jours, Montréal, Les Éditions de La Bagnole, août 2018, 224 p. (ISBN 9782897143114)
- Fais-le pour toi! T.02, Montréal, Les Éditions de La Bagnole, septembre 2019, 224 p. (ISBN 9782897143091)
- Miss Parfaite 1 - Tellement pas!, Paris, Boomerang, janvier 2019, 384 p. (ISBN 9782897093075)
- Miss Parfaite 2 - Eh, boboy!, Paris, Boomerang, novembre 2019, 368 p. (ISBN 9782897093488)
- Miss Parfaite 3 - Trop c'est comme pas assez, Paris, Boomerang, été 2020, 352 p. (ISBN 9782897094089)
- Miss Parfaite 4 - Ouf, mon coeur!, Paris, Boomerang, novembre 2020, 368 p. (ISBN 9782897094454)
- Miss Parfaite 5 - C'est les vacances!, Paris, Boomerang, juin 2021, 368 p. (ISBN 9782897095093)
- Miss Parfaite 6 - Ça va être correct!, Paris, Boomerang, novembre 2021, 384 p. (ISBN 9782897095383)
- Miss Parfaite 7 - Aaaffffuuu (respire!!), Paris, Boomerang, novembre 2022, 384 p. (ISBN 9782897096663)